# Planet in Peril
Planet in Peril – dwuczęściowy, czterogodzinny dokument, który miał premierę na antenie CNN 23 października 2007 roku. 2 i 3 grudnia wyemitowany został w formie specjalnej prezentacji na Animal Planet oraz Animal Planet HD.
Anderson Cooper z CNN, Sanjay Gupta i Jeff Corwin z Animal Planet próbują w Planet in Peril zbadać aktualny stan Ziemi, skupiając się na czterech obszarach: globalnym ociepleniu, przeludnieniu, wylesianiu oraz wymieraniu gatunków.
Przedstawione w dokumencie raporty pochodzą z wielu miejsc, w tym z Alaski, Brazylii, Madagaskaru, Azji Południowo-Wschodniej oraz Parku Narodowego Yellowstone, gdzie badano wpływy m.in.: zwiększenia liczby ludności, wzrostu temperatur, kłusownictwa i nielegalnego handlu dzikimi zwierzętami na środowisko naturalne. 
Dokument szczegółowo porusza również kwestie konfliktu w Nigerii (wojna naftowa) oraz zanieczyszczenia środowiska w Peru.
11 grudnia 2008 roku CNN wyemitowała sequel Planet in Peril, Planet in Peril: Battle Lines, którego realizacji ponownie podjęli się Anderson Cooper i Sanjay Gupta, a także Lisa Ling z National Geographic Explorer. 